# Thelosia meldola
Thelosia meldola är en fjärilsart som beskrevs av William Schaus 1900. Thelosia meldola ingår i släktet Thelosia och familjen silkesspinnare. Inga underarter finns listade i Catalogue of Life.